# Яковлев, Егор Владимирович
Его́р Владимирович Я́ковлев (14 марта 1930, Москва — 18 сентября 2005, там же) — российский журналист и писатель. Отец основателя издательского дома «Коммерсантъ» Владимира Яковлева.

## Биография
Родился в семье чекиста В. И. Яковлева. Закончив Московский историко-архивный институт, начал работать в многотиражке, после чего перешёл в редакцию «Московской правды». Член KПСС.
С 1956 года работал в центральных советских газетах. Организатор и главный редактор (1967—1968) журнала «Журналист». В 1977 году написал книгу о Ленине «Держать душу за крылья» (переведена на вьетнамский язык). С 1968 года был спецкорреспондентом газеты «Известия». В 1985—1986 г. Яковлев снова работал собственным корреспондентом «Известий» в Чехословакии.
В 1986 году Яковлев стал заместителем председателя правления Агентства печати «Новости» (АПН) и главным редактором «Московских новостей». Делегат XIX конференции КПСС (1988). Осенью 1990 г. добился независимости газеты от АПН. Она стала одним из ведущих либерально-демократических изданий в годы Перестройки, начатой Горбачёвым М. С. В январе 1991 года вышел из КПСС. (Виталий Третьяков вспоминал: "Он занимался Лениным в советское время и для него это был последний рубеж, с которого Яковлев отступил: он Ленина защищал до последнего".)
С 28 августа по 27 декабря 1991 гг. — председатель Всесоюзной государственной телерадиокомпании, с 27 декабря 1991 по 24 ноября 1992 года — председатель Российской государственной телерадиокомпании «Останкино». В декабре 1992 года Яковлев был назначен генеральным директором издательского объединения «РТВ-Пресс», объединивший бывшие периодические издания Гостелерадио СССР: РГТРК «Останкино» (ТV-ревю, Телерадиоэфир, 7 Дней, Кругозор, Колобок). Тогда же приступил к изданию «Общей газеты», которая начала выходить с весны 1993 года. Являлся одним учредителей ЗАО «Global Media Systems» которая вещала с 1 августа 1994 по 1 апреля 1995 года ночную программу и программу в перерыве первой программы. В 2002 году Яковлев продал «Общую газету» петербургскому бизнесмену Вячеславу Лейбману (он сразу же прекратил выпуск издания). В 2003—2005 Яковлев был председателем наблюдательного совета еженедельника «Московские новости» (закрыта в 2008 году одним из последних владельцев Аркадием Гайдамаком, бренд передан РИА «Новости» — в прошлом Агентство Печати «Новости» — АПН), вел авторские программы на «Радио Свобода».
Скончался на 76-м году жизни 18 сентября 2005 года. Похоронен на Новодевичьем кладбище.

## Семья
- Жена — Ирина Александровна Яковлева (рожд. Вайнер).
- Сын — журналист Владимир Яковлев, владелец издательского дома «Коммерсант».

## Награды и премии
- Орден Почёта (13 января 1999 года) — за заслуги в области печати, культуры, укреплении дружбы и сотрудничества между народами, многолетнюю плодотворную работу[7].
- Командорский крест ордена Великого князя Литовского Гядиминаса (26 марта 2001 года, Литва)[8].
- Медаль «Защитнику свободной России» (2 февраля 1993 года) — за исполнение гражданского долга при защите демократии и конституционного строя 19 — 21 августа 1991 года[9].
- Медаль «В память 850-летия Москвы».
- премия «Лучший журналист Европы».
- премия «За правдивость в журналистике».
- премия Всемирного совета мира (1970).
- миланская премия «Журналист Европы» (1990).
- медаль Иоанна Павла II.

## Сочинения
- «Товарищ Зорге. Документы, воспоминания, интервью»,
- Повесть, написанная под диктовку. — М., «Молодая гвардия», 1960. — 96 с., 55 000 экз.
- О времени и о себе. — М., Советская Россия, 1962 (в соавторстве с А. Левиковым)
- Восьмой день. — М., Советская Россия, 1963 (в соавторстве с Ю. Когиновым)
- Я иду с тобой. — М., «Молодая гвардия», 1965. — 160 с., 100 000 экз.
- Пять историй из пяти стран. — М., Молодая гвардия, 1968
- Чурики сгорели. — М., «Детская литература», 1970. — 96 с.
- Встречи за горизонтом. — М., «Молодая гвардия», 1976
- Держать душу за крылья. О Ленине. — М., «Советская Россия», 1977
- Барабан. Как это есть и было. — М., Детская литература, 1978 (в соавторстве с И. Булгаковой)
- Время, которое тебе отведено. — М., «Молодая гвардия», 1979
- Сквозь время и расстояние. — М., Известия, 1984
- Былого слышу шаг. — М., «Известия», 1985
- Жизни первая треть. Документальное повествование о семье Ульяновых. — М.: Политиздат, 1985.
- Трудная должность — быть революционером. (О Ленине). — М.: «Советская Россия», 1986.
- День и жизнь. Заметки к биографии Владимира Ильича. — М., «Детская литература», 1988
- «Пять историй из пяти стран». — М., «Молодая гвардия», 1968
- «Портрет и время: В. И. Ленин — штрихи к биографии, рассказы в документах, репортаж из восемнадцатого года». — М.: Политиздат, 1979. — 100 000 экз.; 2-изд., доп. 1982—100 000 экз., 3-е изд. 1987. — 150 000 экз.